# کریس الیس (هنرپیشه)
کریس الیس (انگلیسی: Chris Ellis؛ زادهٔ ۱۴ آوریل ۱۹۵۶) یک هنرپیشه اهل ایالات متحده آمریکا است.
از فیلم‌های معروف او می‌توان به بازی در فیلم‌های اختلاف داخلی، بیننده، سیب‌زمینی سرخ‌شده خانگی، نمایش، در دستان دشمن، قطار اتمی و عاشق لیزا اشاره کرد.